# Ерік Долфі
Е́рік А́ллан До́лфі, мол. (англ. Eric Allan Dolphy, Jr.; 20 червня 1928, Лос-Анджелес — 29 червня 1964, Берлін) — американський джазовий музикант, мультиінструменталіст. Грав на альт-саксофоні, флейті, бас-кларнеті, сопрано-кларнеті, флейті-піколо.

## Біографія
Ерік Долфі народився 20 червня 1928 року в родині Еріка Аллана Долфі Старшого та Седі Долфі. Його батьки емігрували до Сполучених Штатів з Панами.
Перший свій музичний досвід Ерік Долфі отримав в дитинстві під час відвідувань місцевої церкви, в хорі якої співала його матір. Він також приєднався до хору. Будучи в першому класі, Ерік почав грати на кларнеті. У восьмирічному віці він приєднався до шкільного музичного колективу. В середніх класах Долфі почав грати на гобої та альт-саксофоні. Його батьки переробили гараж на музичну кімнату, тож юний музикант тепер зміг присвячувати багато часу заняттям.

По закінченні старшої школи Ерік вступив до Лос-Анджелес Сіті Коледж. У віці 20 років Долфі почав грати в джаз-бенді ударника Роя Портера "The 17 Beboppers". З цією групою він грав два роки до 1950, коли його призвали до лав американської армії. Наступні два роки Долфі служив у Вашингтоні. В 1953 році він вивчав музику у військово-морському училищі США.
Після повернення до Лос-Анджелесу Долфі зібрав власний джаз-бенд, з яким грав декілька років. А в 1958 році Ерік приєднався до квінтету Чіко Гамільтона. Квінтет блискавично виступив на джазовому фестивалі в Ньюпорті в цьому ж році. В 1959 році квінтет розпався, а Долфі залишився у Нью-Йорку, де швидко знайшов нову роботу музикантом.
Наприкінці 1959 року він приєднався до квінтету Чарльза Мінгуса як шостий учасник. Він брав участь у записі кількох альбомів Мінгуса. На початку 1960 році Ерік випустив свій перший альбом Outward Bound, а в серпні того ж року й другий — Out There. Так в 1960 році Ерік Долфі та Орнетт Коулман створювали новий експериментальний напрямок в джазі — фрі-джаз.
В 1961 році Долфі почав музичну співпрацю з Джоном Колтрейном. Він взяв участь у записах Africa/Brass та Olé Coltrane в травні 1961. Весь цей рік Ерік Долфі грав з Джоном Колтрейном.
З 1962 по 1964 роки Долфі грав переважно з Чарльзом Мінгусом. Тур з квінтетом Мінгуса навесні-влітку 1964 року став для Долфі останнім. 29 червня у віці 36 років Ерік Долфі помер внаслідок діабетичного кризу.

## Дискографія
- 1960: Outward Bound
- 1960: Out There
- 1961: Far Cry
- 1961: At the Five Spot, Vol. 1
- 1964: Out to Lunch!